# Halle-Ingooigem
La Halle-Ingooigem és una cursa ciclista belga d'un sol dia que es disputa entre la comuna de Halle i l'antic municipi d'Ingooigem, ara incorporat al municipi d'Anzegem. Creada el 1945 amb el nom de Brussel·les-Ingooigem el 2006 canvià el nom per l'actual. Des del 2005 forma part de l'UCI Europa Tour, amb una categoria 1.1.
La coincidència amb els campionats belgues de ciclisme en carretera va fer que no s'organitzés el 2020. El 2021 es va cancel·lar per la pandèmia de la COVID-19 i el 2022 per manca de pressupost.

## Palmarès
| Any                            | Vencedor               | Segon                     | Tercer              |         |
| ------------------------------ | ---------------------- | ------------------------- | ------------------- | ------- |
| Brussel·les-Ingooigem          |                        |                           |                     |         |
| 1945                           | Rik Van Steenbergen    | Albéric Schotte           | Albert Sercu        |         |
| 1946                           | Edward Van Dyck        | Albéric Schotte           | Roger Cnockaert     |         |
| 1947                           | Ernest Sterckx         | Maurice Van Herzele       | Gerrit Schulte      |         |
| No disputada entre 1948 i 1950 |                        |                           |                     |         |
| 1951                           | Maurice Blomme         | Roger De Corte            | Lucien Mathys       |         |
| 1952                           | Germain Derycke        | Roger Decock              | Maurice Mollin      |         |
| 1953                           | Jan De Valck           | André Declerck            | Gabriel Lameire     |         |
| 1954                           | Valère Ollivier        | Jan De Valck Roger Decock |                     |         |
| 1955                           | Roger Decock           | Maurice Joye              | Maurice Blomme      |         |
| 1956                           | Jozef Schils           | Rik Luyten                | Germain Derycke     |         |
| 1957                           | Léon Van Daele         | Jozef Schils              | Willy Truye         |         |
| 1958                           | Louis Proost           | Léon Van Daele            | André Noyelle       |         |
| 1959                           | Noël Foré              | Willy Schroeders          | Oswald Declercq     |         |
| 1960                           | Oswald Declercq        | Gustaaf Van Vaerenbergh   | Willy Haelterman    |         |
| 1961                           | Georges Decraeye       | Roger De Coninck          | Roger Coppens       |         |
| 1962                           | Benoni Beheyt          | Gilbert Desmet            | Joseph Planckaert   |         |
| 1963                           | Willy Schroeders       | Louis Proost              | Georges Decraeye    |         |
| 1964                           | Walter Boucquet        | Théo Mertens              | Arthur Decabooter   |         |
| 1965                           | Willy Bocklant         | Benoni Beheyt             | Carmine Preziosi    |         |
| 1966                           | Herman Van Springel    | Lionel Van Damme          | Albert Lacroix      |         |
| 1967                           | Daniel Van Ryckeghem   | Bernard Van De Kerckhove  | Raymond Steegmans   |         |
| 1968                           | Romain Furnière        | Etienne Buysse            | Rik Van Looy        |         |
| 1969                           | Roger De Vlaeminck     | Victor Van Schil          | Etienne Sonck       |         |
| 1970                           | Herman Vrijders        | Jos Deschoenmaecker       | Marc De Block       |         |
| 1971                           | Noël Van Clooster      | Roger Swerts              | Eric Leman          |         |
| 1972                           | Tony Gakens            | Eddy Verstraeten          | Dirk Baert          |         |
| 1973                           | Wilfried David         | Julien Van Geebergen      | Roger Vershaeve     |         |
| 1974                           | Patrick Sercu          | Willy Van Malderghem      | Ronny De Bisschop   |         |
| 1975                           | Marc Meernhout         | Willy Teirlinck           | Dirk Baert          |         |
| 1976                           | Jos Jacobs             | Serge Vandaele            | Pol Verschuere      |         |
| 1977                           | Walter Planckaert      | Willy Teirlinck           | Frans Van Looy      |         |
| 1978                           | Dirk Baert             | Ferdinand Bracke          | Jacques Martin      |         |
| 1979                           | Emiel Gysemans         | Walter Dalgal             | Lucien Van Impe     |         |
| 1980                           | Frans Van Looy         | Jan Bogaert               | Patrick Devos       |         |
| 1981                           | Paul Wellens           | Eddy Verstraeten          | Willy Scheers       |         |
| 1982                           | Jos Schipper           | Alain Desaever            | Willem Peeters      |         |
| 1983                           | Eddy Planckaert        | Ludo Frijns               | Willy Teirlinck     |         |
| 1984                           | Willy Teirlinck        | Luc Meersman              | Dirk Baert          |         |
| 1985                           | Eddy Vanhaerens        | William Tackaert          | Marc Van Geel       |         |
| 1986                           | Eric Vanderaerden      | Eddy Planckaert           | Eddy Vanhaerens     |         |
| 1987                           | Dirk Clarysse          | Johan Capiot              | Yvan Lamote         |         |
| 1988                           | Gino De Backer         | Jan Bogaert               | Marnix Lameire      |         |
| 1989                           | Hendrik Redant         | Patrick Tolhoek           | Nico Emonds         |         |
| 1990                           | Ludo Giesberts         | Michel Vermote            | Gino De Backer      |         |
| 1991                           | Patrick Van Roosbroeck | Hendrik Redant            | Jonas Romanovas     |         |
| 1992                           | David Windels          | Didier Priem              | Patrick Evenepoel   |         |
| 1993                           | Johan Devos            | Kurt Verleden             | Peter De Frenne     |         |
| 1994                           | Eric Van Lancker       | Ludo Dierckxsens          | Wim Omloop          |         |
| 1995                           | Frank Corvers          | Eric De Clercq            | Pascal Elaut        |         |
| 1996                           | Erwin Thijs            | Willy Willems             | Jans Koerts         |         |
| 1997                           | Michel Vanhaecke       | Davy Dubbeldam            | Ronny Assez         |         |
| 1998                           | Serguei Ivanov         | Geert Van Bondt           | Frank Høj           |         |
| 1999                           | Wim Omloop             | Jurgen Vermeersch         | Tom Stremersch      |         |
| 2000                           | Hans De Clercq         | Wim Omloop                | Gert Vanderaerden   |         |
| 2001                           | Bert Roesems           | Gordon McCauley           | Mindaugas Goncaras  |         |
| 2002                           | Danny Daelman          | Jan van Velzen            | Andy Cappelle       |         |
| 2003                           | Jans Koerts            | Jan Kuyckx                | Ruud Aerts          |         |
| 2004                           | Steven Caethoven       | Bert De Waele             | Gorik Gardeyn       |         |
| 2005                           | Bert Roesems           | Nico Sijmens              | Johnny Hoogerland   |         |
| Halle-Ingooigem                |                        |                           |                     |         |
| 2006                           | Baden Cooke            | Jan Kuyckx                | Sébastien Rosseler  |         |
| 2007                           | Janek Tombak           | Christian Murro           | Maarten Wynants     |         |
| 2008                           | Gert Steegmans         | Luke Roberts              | Stuart Shaw         |         |
| 2009                           | Jurgen Van De Walle    | Mitchell Docker           | Gene Bates          |         |
| 2010                           | Jurgen Van De Walle    | Arnoud van Groen          | Greg Van Avermaet   |         |
| 2011                           | Roy Curvers            | Pieter Jacobs             | Gianni Meersman     |         |
| 2012                           | Nacer Bouhanni         | Arnaud Démare             | Tom Veelers         |         |
| 2013                           | Kenny Dehaes           | Luka Mezgec               | Nacer Bouhanni      |         |
| 2014                           | Arnaud Démare          | Kris Boeckmans            | Michael Van Staeyen |         |
| 2015                           | Nacer Bouhanni         | Kris Boeckmans            | Edward Theuns       |         |
| 2016                           | Dries De Bondt         | Jens Keukeleire           | Edward Theuns       |         |
| 2017                           | Arnaud Démare          | Edward Theuns             | Iljo Keisse         |         |
| 2018                           | Danny van Poppel       | Fabio Jakobsen            | Sean De Bie         |         |
| 2019                           | Dries De Bondt         | Piotr Havik               | Philippe Gilbert    |         |
| 2021                           | suspesa                | suspesa                   | suspesa             | suspesa |
| 2022                           | suspesa                | suspesa                   | suspesa             | suspesa |